# MTV UNPLUGGED (布袋寅泰のアルバム)
『MTV UNPLUGGED』（エムティヴィ・アンプラグド）は、布袋寅泰の9作目のライブ・アルバム。2007年6月27日に発売された。

## 解説
2007年1月31日、品川・クラブeXで行われたMTVジャパン主催による、「MTV UNPLUGGED 布袋寅泰 supported by music.jp」の模様を収録した作品。
『SOUL SESSIONS』で協演した吉田美奈子をスペシャルゲストに迎え、「MIRROR BALL〜奇蹟の光」をセッションしている。
アジア・テレビジョン・アワード2007音楽番組部門最優秀賞を受賞した。

## 収録曲
| 全作曲: 布袋寅泰。 |                                                     |            |            |      |
| #                  | タイトル                                            | 作詞       | 作曲・編曲 | 時間 |
| 1.                 | 「BATTLE WITHOUT HONOR OR HUMANITY」                |            | 布袋寅泰   | 3:12 |
| 2.                 | 「BAD FEELING」                                     | 氷室京介   | 布袋寅泰   | 4:38 |
| 3.                 | 「SLOW MOTION」                                     | 森雪之丞   | 布袋寅泰   | 6:13 |
| 4.                 | 「薔薇と雨」                                        | 布袋寅泰   | 布袋寅泰   | 4:50 |
| 5.                 | 「ラストシーン」                                    | 布袋寅泰   | 布袋寅泰   | 5:10 |
| 6.                 | 「DAY BY DAY」                                      | 布袋寅泰   | 布袋寅泰   | 4:45 |
| 7.                 | 「BORN TO BE FREE」                                 | 布袋寅泰   | 布袋寅泰   | 5:09 |
| 8.                 | 「スリル」                                          | 森雪之丞   | 布袋寅泰   | 6:12 |
| 9.                 | 「バンビーナ」                                      | 森雪之丞   | 布袋寅泰   | 5:17 |
| 10.                | 「ボルサリーノ」                                    |            | 布袋寅泰   | 6:24 |
| 11.                | 「MIRROR BALL〜奇蹟の光」(special guest 吉田美奈子) | 吉田美奈子 | 布袋寅泰   | 6:51 |
| 12.                | 「LONELY★WILD」                                     | 布袋寅泰   | 布袋寅泰   | 6:18 |
| 合計時間:          | 合計時間:                                           | 合計時間:  | 64:59      |      |

## 参加ミュージシャン
- 布袋寅泰 - ギター、ボーカル
- Terreon Gully - ドラムス
- Reuben Rogers - ベース
- Simon Hale - ピアノ
- Luis Jardim - パーカッション
- Ebony - コーラス
- Tiffany - コーラス
- 吉田美奈子（スペシャルゲスト） - ボーカル